# Panderevela
Panderevela is een geslacht van weekdieren uit de klasse van de Gastropoda (slakken).

## Soorten
- Panderevela dacilae Moro & Ortea, 2015
- Panderevela ipse Ortea, Moro & Espinosa, 2015